# Загиров, Надир Гейбетулаевич
Надир Гейбетулаевич Загиров (род. 29 апреля 1960) — российский и дагестанский ученый в области садоводства, виноградарства, экономики и организации производства плодов, винограда и питомниководства.
Доктор сельскохозяйственных наук (1998), профессор (2007), директор Дагестанского НИИ сельского хозяйства имени Ф. Г. Кисриева, являющегося одним из крупнейших многопрофильных научных учреждений СКФО.
Заслуженный деятель науки Республики Дагестан (2005). Лауреат Государственной премии Республики Дагестан (2003).

## Биография
Уроженец села Чах-Чах Магарамкентского района Дагестана. По национальности лезгин. Окончил Дагестанский государственный сельскохозяйственный институт (1983) по специальности плодоовощеводство и виноградарство.
С 1988 по 1991 г. аспирант Дагестанского НИИСХ, в 1992 году защитил кандидатскую диссертацию «Режим орошения и дозы удобрений для яблони спуровых сортов в плотных посадках южной равнинной подзоны Дагестана». С 1994 по 1997 г. соискатель ДНИИСХ по выполнению докторской диссертации, в 1998 году защитил докторскую диссертацию «Биологические и экологические основы адаптивного возделывания плодовых культур и винограда в Дагестане» во Всероссийском селекционно-технологическом институте садоводства и питомниководства (Москва).
С 2001 г. профессор кафедры плодоводства и ботаники альма-матер, а с 2002 по 2010 год руководил ею.
С 2012 года директор Дагестанского НИИ сельского хозяйства имени Ф. Г. Кисриева.
Является членом экспертно-аналитического совета при Председателе Правительства Республики Дагестан, членом коллегии Министерства сельского хозяйства и продовольствия Республики Дагестан, а также его общественного и научно-технического советов.
Избран действительным членом Национальной академии наук Республики Дагестан (2011), Российской академии естественных наук (2013), Международной академией наук экологии и безопасности жизнедеятельности (2009), Общероссийской Академии нетрадиционных и редких растений (2014), Международной академии виноградарства и виноделия (2001).
В 2012 году избран членом Общероссийской общественной организации «Российская ассоциация содействия науке», а с 2013 г. является членом Дагестанского отделения Общества почвоведов им. В. В. Докучаева.
Входит в редколлегию журнала «Проблемы развития АПК региона».
Под его началом защищено 16 кандидатских и 1 докторская диссертации.
Автор более 500 научных работ, 8 монографий.